# Eastern Shore de Virginie

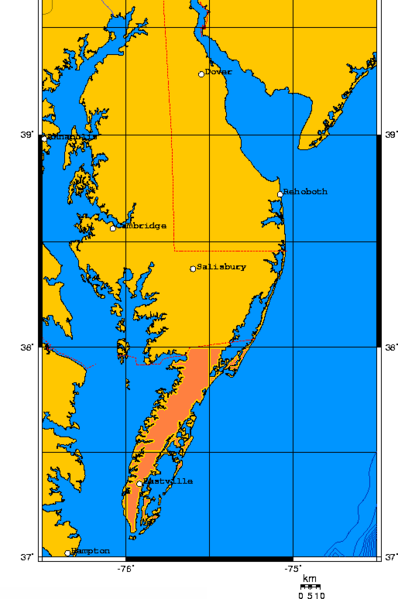
L’Eastern Shore dans la Péninsule de Delmarva

L’Eastern Shore de Virginie (rive orientale ou rivage oriental de Virginie) se compose de deux comtés, Accomack et Northampton, sur la côte atlantique du Commonwealth de Virginie. Ce territoire d'environ 110 kilomètres de long forme la pointe méridionale de la Péninsule de Delmarva (« Péninsule de DElaware, MARyland, VirginiA »), en dessous de l'Eastern Shore du Maryland. Il est séparé du reste de la Virginie par la baie de Chesapeake.

## Géographie
Le territoire est très plat dans sa totalité, avec une altitude moyenne de 15 mètres. Les zones rurales ont été consacrées à la culture du coton, du soja, au maraîchage et à l'élevage de poulets à grande échelle. Dans la seconde moitié du XXe siècle des vignobles ont été créés dans les deux comtés et le Eastern Shore a obtenu l'appellation de région viticole américaine (AVA, American Viticultural Area). Le territoire est caractérisé par un terrain sablonneux avec un sol profond. La région connaît des hivers et des étés tempérés, le temps y est significativement influencé par la Baie de Chesapeake et l'Océan Atlantique.
Le territoire comprend plusieurs îles barrières. Sa population totale, au recensement de 2010, était de 45 553 habitants, et respectivement de 33 164 dans le comté d'Accomack et de 12 389 dans celui de Northampton, soit une certaine stabilité depuis le recensement de 1970, qui dénombrait 43 446 habitants, avec un plus haut à celui de 2000, qui en dénombrait 51 398.